# Wereszczaki Niższe
Wereszczaki Niższe (ukr. Нижчі Верещаки (Nyżczi Wereszczaki); pol. także Krasnopol lub Skarzynówka) – wieś na Ukrainie, w obwodzie kirowohradzkim, rejon ołeksandriwski, nad rzeką Tiasmyn (Taśmin).

## Historia
W czasach I Rzeczypospolitej wchodziła w skład starostwa czehryńskiego. W XVIII wieku było tu przejście graniczne z komorą celną pomiędzy Królestwem Polskim i Rosją. W 1772 roku zbudowano we wsi cerkiew pod wezwaniem Narodzenia NMP, przebudowaną w 1857 roku.Wieś należała do kasztelan krakowskiego Antoniego Jabłonowskiego. Od niego kupił ją generał Piotr Skarzyński, a następnie jego syna Wiktora Skarzyńskiego.
W czasie Wielkiego Głodu zorganizowanego przez władze sowieckie w latach 1932-1933 zmarło co najmniej 220 mieszkańców wsi.